# لوسي غريس ألين
لوسي غريس ألين (بالإنجليزية: Lucy Grace Allen)‏ هي طاهية أمريكية، (ولدت عام 1867  م).